# NGC 4836
NGC 4836 је спирална галаксија у сазвежђу Девица која се налази на NGC листи објеката дубоког неба.
Деклинација објекта је - 12° 44' 37" а ректасцензија 12h 57m 34,2s. Привидна величина (магнитуда) објекта NGC 4836 износи 13,4 а фотографска магнитуда 14,1. NGC 4836 је још познат и под ознакама MCG -2-33-72, NPM1G -12.0435, IRAS 12549-1228, PGC 44328.